# ビジネスマネジャー検定試験
ビジネスマネジャー検定試験（ビジネスマネジャーけんていしけん、英語: Business Management Certification Test、略称:ビジマネ）は、東京商工会議所が実施する検定試験。「ビジネスマネージャー」は誤り。

## 概要
管理職（マネージャー）として最低限知っておくべきマネジメントや経営学の基礎知識を総合的に身に付けることを目的とし、東京商工会議所が新設した検定試験。2015年（平成27年）7月19日に第1回試験が実施された。

## 試験内容
他の多くの検定試験とは異なり、難易度別の等級（1級・2級・3級、上級・中級・初級など）は設定されていない
試験時間は2時間である。年に2回実施される。合格基準は満点の70％以上の得点率である。

### 試験範囲
出題範囲は幅広い。マネジャーとしての心構えに加え、マネジメントの3本柱である「人と組織のマネジメント」「業務のマネジメント」「リスクのマネジメント」を網羅する。
マネジャーの役割と心構え
ビジネス環境、求められるミッションと役割、資質、心得
人と組織のマネジメント
マネジャー自身のマネジメント、コミュニケーションの重要性、部下のマネジメント、上司・外部とのコミュニケーション、人材の育成（コーチング、OFF-JT、OJT、自己啓発など）、人事考課、チームのマネジメント（チームビルディングなど）、企業組織論（マッキンゼーの7S、バーナード組織論、コンティンジェンシー理論など）
業務のマネジメント
- 経営計画・事業計画の策定：経営計画の意味と位置付け、事業計画の作成、経営分析（3C分析、SWOT分析、ファイブフォース分析、PEST分析、PPM、RBV理論）、戦略の策定
- マネジャーに求められる業務のマネジメント：PDCAサイクル、論理的思考、MECE、ロジックツリー、業務目標の設定、進捗管理
- 成果の検証と問題発見およびその解決：損益計算書、経営指標、損益分岐点分析、貸借対照表、損益計算書、キャッシュフロー計算書、問題発見・戦略策定
- 経営の基礎知識（マーケティング、イノベーション）

リスクのマネジメント
- リスクマネジメントの考え方：リスクとリスクマネジメントの意味、リスクの洗い出し、リスク顕在時の心構え、事業継続計画（BCP）、コンプライアンス（法令遵守）、企業の社会的責任（CSR）、内部統制
- 職場におけるリスクマネジメント：使用者と労働者の関係、労働条件、雇用、ハラスメント（セクシャルハラスメント、パワーハラスメント）、メンタルヘルス・ストレスチェック、ワーク・ライフ・バランス、労働災害防止
- 業務にかかわるリスクマネジメント：ヒューマンエラー、製品やサービスのリスク、クレーム対応、反社会的勢力への対応、取引先の信用不安、環境問題
- 組織にかかわるリスクマネジメント：個人情報や機密情報の漏洩、部下の不正行為、贈収賄、私的独占の禁止及び公正取引の確保に関する法律（独占禁止法）違反
- 事故・災害時にかかわるリスクマネジメント：感染症、事件・事故、自然災害

## 称号
合格者にはビジネスマネジャーの称号が付与される。